# Danilia otaviana
Danilia otaviana é uma espécie de molusco pertencente à família Chilodontidae.
A autoridade científica da espécie é Cantraine, tendo sido descrita no ano de 1835.
Trata-se de uma espécie presente no território português, incluindo a zona económica exclusiva.